# Giovanni Gremoli
Giovanni Gremoli OFMCap (ur. 30 czerwca 1926 w Poppi, zm. 6 lipca 2017 we Florencji) – włoski duchowny katolicki, posługujący na Półwyspie Arabskim. W latach 1975–2005 wikariusz apostolski Arabii.

## Życiorys
Święcenia kapłańskie otrzymał 17 lutego 1951.
2 października 1975 papież Paweł VI mianował go wikariuszem apostolskim Arabii ze stolicą tytularną Masuccaba. 22 lutego 1976 z rąk kardynała Agnelo Rossi przyjął sakrę biskupią. 21 marca 2005 ze względu na wiek na ręce papieża Jana Pawła II złożył rezygnację z zajmowanej funkcji.
Zmarł 6 lipca 2017.